# Стефан Момиров
Стефан Момиров (Вршац, 18. децембар 1999) је српски кошаркаш. Игра на позицијама плејмејкера и бека.

## Каријера
Момиров је у августу 2015. године приступио млађим категоријама Црвене звезде. Био је део састава црвено-белих који је 2016. године стигао до финала Јуниорског турнира Евролиге у Берлину.
Пред почетак сезоне 2017/18. прослеђен је на позајмицу у ФМП. Од 22. децембра 2017. године до краја сезоне 2017/18. играо је на позајмици у екипи Вршца. Након тога је две сезоне наступао за ФМП. За сезону 2020/21. потписао је уговор са екипом Меге. Наредну такмичарску годину је провео у Колососу са Родоса. Након две године у шпанском Бреогану у јуну 2024. потписао је за суботички Спартак.
Са јуниорском репрезентације Србије освојио је златну медаљу на Европском првенству 2017. године.

## Успеси

### Репрезентативни
- Европско првенство до 18 година:  2017.